# Дем'янківці
Дем'я́нківці — село в Україні, у Дунаєвецькій міській територіальній громаді Кам'янець-Подільського району Хмельницької області.

## Географія
Розташоване на річці Студениця за 4,5 км на схід від Дунаївців та за 22 км від залізничної станції Дунаївці.

## Історія
За народними переказами, поміщик поділив свої землі між двома братами — Іваном та Дем'яном, на яких вони збудували свої домівки на різних пагорбах, які розділяє річка Студениця. На правому березі річки виникло поселення Дем'янківці.
У люстрації 1469 року вказано, що королівські маєтності Бабшин, Дем'янківці та інші були в управлінні Михайла з Гуменців.
Перша документальна згадка про с. Дем'янківці датується 1639 р., коли село було дароване Михайлом Станіславським Дунаєвецькому костелу.
Село було власністю польського шляхтича Марціна Калиновського. Згадки в літописах про село сягають 1653 року. У селі поміщика не було, проте було багато заможних господарів, відтак воно називалось «казенним» селом. Також землями в селі володіли священики. Так, упродовж XVIII—XX століть в селі знаходився маєток римо-католицького єпископа, церква, збудована в XVI столітті.

### Радянська влада

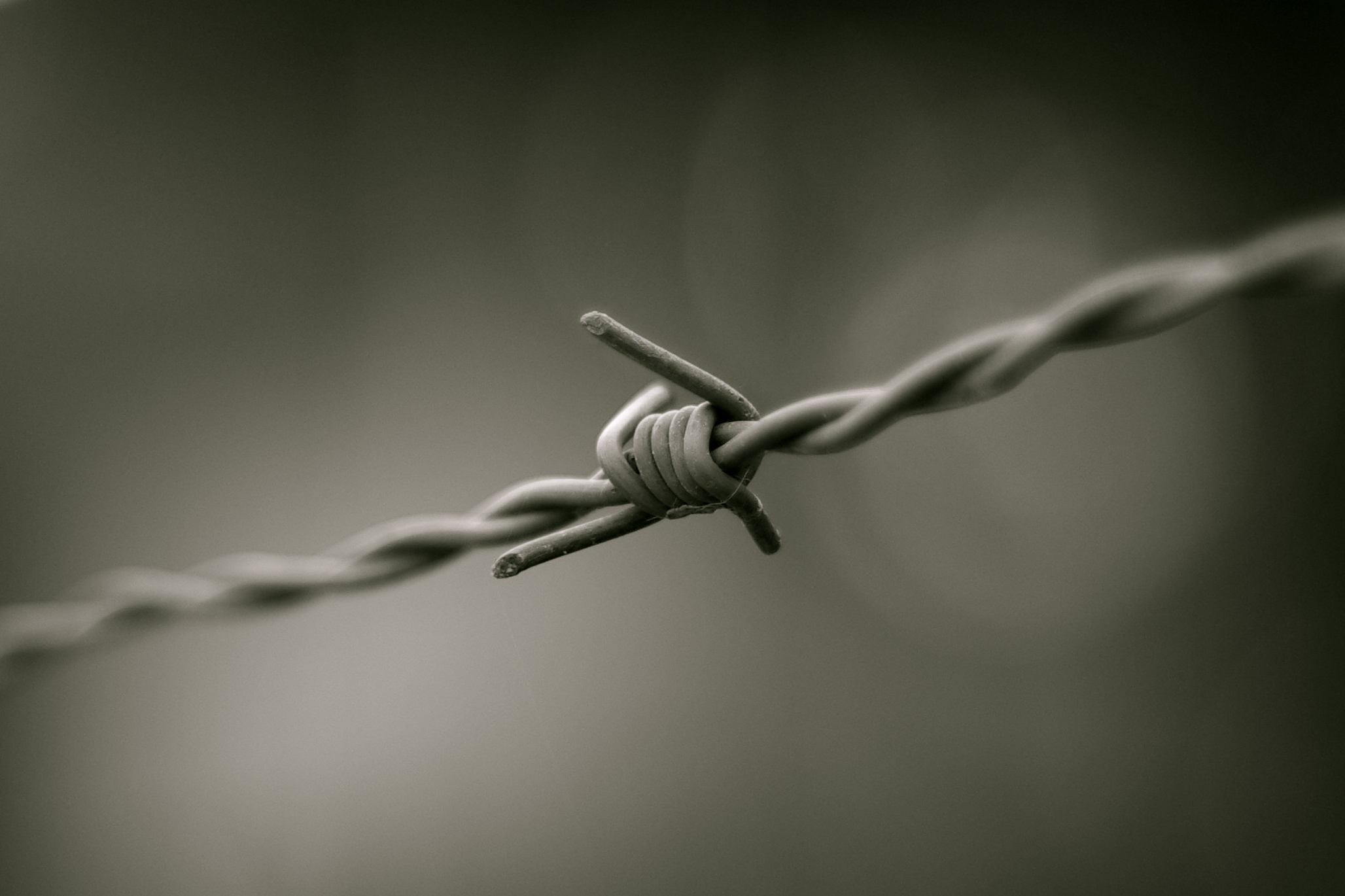
[http://www.reabit.org.ua/nbr/?st=3®ion=&ss=Рудківці&logic=or&f1_type=begins&f1_str=&f2_type=begins&f2_str=&f3_type=begins&f3_str=&f4_from=&f4_till=&f7%5B%5D=all&f14%5B%5D=all#list Національний банк репресованих

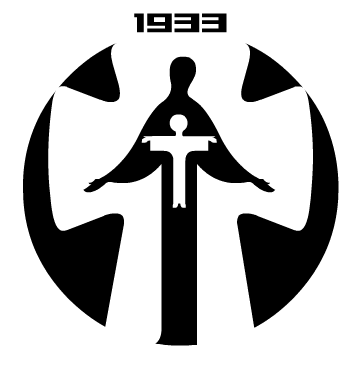
[https://victimsholodomor.org.ua/khmelnytsky/easytable/25-peoples-new.html?start=300 Список жертв Голодомору, Хмельницька область

У 1930-х роках в селі розпочалася колективізація, а разом з нею і репресії. Був знищений середній клас так званих «куркулів», декого було заслано до Сибіру. У селі створено артіль імені Кірова.
На початку 1930-х в селі розпочалося будівництво будинку для священика, який одночасно виконував і функції школи, утворене пожежне депо. Через деякий час приміщення пожежного депо реконструйовано в клуб, який функціонує донині.
В 1932–1933 селяни села пережили сталінський голодомор.
В період німецької окупації у квітні 1942 року понад 2000 осіб єврейської національності (чоловіки, жінки, діти та старі) були загнані в фосфоритну шахту біля Дем'янковець та шляхом її підриву знищені заживо. Очевидці свідчать, що протягом кількох днів із шахти доносились стогін та крики. На місці трагедії споруджено меморіал жертвам тих подій.
На початку радянсько-німецької війни чоловіків майже не призвали за віросповіданням, оскільки в селі переважна більшість католиків. Основний призов у Червону армію розпочався після відвоювання села у нацистів. Після війни до села повернулось 58 чоловік. На село не впала жодна бомба, не розірвався жоден снаряд, що старожили пов'язують зі слідами Матері Божої, виявленими за селом на межі із землями села Гірчична, але в 1950-х роках, у зв'язку з відкриттям кар'єру дану пам'ятку засипано відходами від видобутку каміння. Нині тривають роботи з пошуку даної реліквії.
На річці Студениця стояв млин, на якому в 1949 році було встановлено пилораму, а згодом електростанцію, після чого розпочато електрифікацію села.
У 1957—1958 роках місцевий колгосп імені Кірова об'єднано з колгоспом імені Суворова села Гірчична, після чого село Дем'янківці мало статус бригадного села. В 1963 році розпочалося будівництво ферми великої рогатої худоби, кузні та майстерні, прокладено водопровід на ферму.
У 1966 році збудовано дитячий садок і розпочато будівництво водопроводу по селу.
У 1990 році в селі в результаті поділу утворено господарство імені Гагаріна, яке очолила М. М. Мазур — Герой Соціалістичної Праці.

### Незалежна Україна
З 1991 року в складі незалежної України.
З листопада 2006 року обробітком земель (паїв) займається ФГ «Подільська марка» — голова Боднар Сергій Борисович.
13 серпня 2015 року шляхом об'єднання сільських рад, село увійшло до складу Дунаєвецької міської громади. Об'єднання в громаду має створити умови для формування ефективної і відповідальної місцевої влади, яка зможе забезпечити комфортне та безпечне середовище для проживання людей.
17 липня 2020 року, в результаті адміністративно-територіальної реформи та ліквідації Дунаєвецького району, село увійшло до складу Кам'янець-Подільського району.
Колишній орган місцевого самоуправління — Дем'янковецька сільська рада.

## Сучасність
На території села працюють клуб, фельдшерсько-акушерський пункт, дитячий садок, приватні магазини.
Діти шкільного віку, для яких організоване транспортування шкільним автобусом, навчаються в місті Дунаївці в загальноосвітніх школах № 3 і № 4.

## Релігія
- Костел Матері Божої Цариці (РКЦ)
- Римо-католицький реабілітаційний центр Люкс Віа

## Населення
Населення становить 546 осіб (2008).

### Мова
У селі поширені західноподільська говірка та південноподільська говірка, що відносяться до подільського говору, який належить до південно-західного наріччя.
Розподіл населення за рідною мовою за даними перепису 2001 року:
| Мова       | Відсоток |
| ---------- | -------- |
| українська | 99,42 %  |
| російська  | 0,58 %   |

## Відомі люди
В селі народились:
- єпископ Марко (в миру Гринчевський Василь Йосипович), рішенням Священного Синоду УПЦ Київського Патріархату від 08 березня 2013 року (журнал № 17) призначений єпископом Одеським і Балтським (до цього єпископ Чернівецький і Кіцманський (журнал № 26, обраний Священним Синодом УПЦ Київського Патріархату 13 грудня 2009 р.)
- Слободчиков Степан Романович — учасник бойових дій, офіцер органів Служби безпеки України;
- Кукурудза Михайло Іванович — кавалер орденів Слави, Червоної Зірки та інших;
- Мельник Станіслав Йосипович — кавалер орденів Слави, Червоної Зірки та інших;
- Таранов Олександр Васильович — кавалер орденів Слави, Червоної Зірки та інших;
- Севастьянов Володимир Пантелеймонович — кавалер орденів Слави та інших бойових нагород.

## Пам'ятки
- Пам'ятний знак на честь воїнів-односельчан (1967 р.)
- Братська могила жертв фашизму (Фосфоритна шахта) (1967 р.) — автотраса Дунаївці-Миньківці, 500 м на південь від мосту
- Святе джерело — кілька років до нього з усіх усюд приходять і приїжджають дорослі та діти, аби набрати додому води, напитися і перепочити з дороги. Віднедавна тут облаштували купальню. Кілька разів на рік у найбільш урочисті свята та на свято Живоносного джерела Ікони Божої Матері освячується вода.